# 韩非 (演员)
韩非（1919年—1985年1月4日），原名韩幼止，學名韩春霖，祖籍浙江宁波鄞州，生於北京，是中国一位話劇演員和電影演员。

## 生平
韩非在小学读书时，曾获北京全市学生演讲比赛第一名。1932年，他随父南迁上海，就读于上海青年会中学。1939年9月高中毕业后，韩非参加《阿Q正传》等舞台剧的演出。后来他加入了入中法剧团、于伶领导的上海剧艺社以及苦干剧团。后又演出《大明英烈传》、《雷雨》、《文天祥》、《茶花女》等数十个剧目。期間韩幼止取了个艺名叫「韩非」。
1940年，上海剧艺社邀请韩非在法国《祖国》和巴金话剧《家》中出演角色。期間他引起了国华影片公司导演张石川的注意。当时张石川正为根据张恨水同名小说改编的影片《夜深沉》物色演员，在女主角周璇推荐下，张石川就看中了韩非。1941年，韩非被正式邀请主演影片《夜深沉》。该片由张石川亲自执导、柳中亮亲任监制，女主角杨月容饰演者则是周璇，韩非在剧中饰演男主角丁二和。
中國抗日战爭胜利后，韩非在文华影业公司拍摄了《太太万岁》、《艳阳天》、《哀乐中年》等影片。以后韩非转到香港，在长城、龙马等影业公司参加了《说谎世界》、《彩虹曲》、《误佳期》、《禁婚记》、《不知道的父亲》等影片的拍摄。1950年，韩非随香港电影剧团到广州进行慰问演出。1952年从香港回国。
在上海联影拍了《斩断魔爪》后，正式转入上海电影制片厂。之後韩非先后主演了《两个小足球队》（1956）、《小康人家》、《耳》、《香飘万里》、《子夜》、《幸福》（1957）、《林则徐》（1959）、《乔老爷上轿》（1960）、《女理发师》（1962）、《魔术师的奇遇》（1962）、《锦上添花》（1964）、《她俩和他俩》（1978）、《儿子、孙子和种子》（1979）、《傲蕾・一兰》（1979）、《见面礼》（1980）、《十天》（1980）、《金钱梦》（1981）、《子夜》（1982）、《东方大魔王》（1985）等影片。
1985年1月4日，韩非在上海病逝。